# Етель Персі Ендрюс
Етель Персі Андрус (англ. Ethel Percy Andrus; 21 вересня 1884, Сан-Франциско, Каліфорнія — 13 липня 1967, Лонг-Біч, там само) — американська громадська діячка, правозахисниця, педагогиня; перша жінка в історії штату Каліфорнія — керівниця середньої школи.
У 1993 році включена до Національної зали слави жінок.

## Життєпис
У 1903 році здобула ступінь бакалавра філософії у Чиказькому університеті. У 1918 році — ступінь бакалавра наук в Інституті Льюїса (нині Іллінойський інститут технології). у 1928 році ступінь магістра, а у 1930 — доктора наук в університеті Південної Каліфорнії.
У 1947 році заснувала організацію вчителів-пенсіонерів (NRTA), яка допомагала вчителям у відставці, які жили на мізерні пенсії і не мали медичного страхування. У 1958 році організація розширила свою діяльність на всіх американських пенсіонерів і трансформувалася в Американську асоціацію пенсіонерів.
У 1954 році переїхала до міста Охай (Каліфорнія). Тут ініціювала створення шпиталю для літніх людей «Grey Gables». У 1964 року переїхала до Лонг-Біч і працювала тут до смерті.
Етель Андрус померла 13 липня 1967 року. Похована в Меморіальному парку міста Вентура (Каліфорнія).

## Пам'ять
Школа геронтології у Каліфорнії носить ім'я на честь Етель Андрус.